# Aeroportul Internațional Kalibo
Aeroportul Internațional Kalibo (IATA: KLO, ICAO: RPVK) este un aeroport din Western Visayas⁠(d), Filipine ce deservește zona Kalibo⁠(d). Aeroportul a fost tranzitat în 2022 de 628.803 pasageri. A fost numit după zona deservită.
Situat la o altitudine de 4 m, aeroportul dispune de 1 pistă. Este operat de Civil Aviation Authority of the Philippines⁠(d).

## Infrastructură

### Piste
Aeroportul dispune de o singură pistă. Pista 05/23 are suprafața de asfalt și dimensiunile 2.500 m × 45 m. 